# Pronolagus randensis
Pronolagus randensis este o specie de mamifere din familia iepurilor, Leporidae. Se găsește în Africa de Sud, Angola, Botswana, Mozambique, Namibia și Zimbabwe. Uniunea Internațională pentru Conservarea Naturii a clasificat această specie ca fiind neamenințată cu dispariția.

## Taxonomie
Pronolagus randensis a fost anterior clasificată drept subspecie a iepurelui roșu cu coada groasă (Pronolagus crassicaudatus). A fost descrisă științific pentru prima oară în 1907 de Henry Lyster Jameson. Există 3 subspecii recunoscute ale speciei P. randensis: P. r. caucinus (Thomas, 1929), P. r. randensis (Jameson, 1907) și P. r. whitei (Roberts, 1938). Totuși, validitatea acestora este incertă, deoarece analize ale ADN-ului mitocondrial arată puțină variație geografică.

## Descriere
Un iepure din specia Pronolagus randensis are lungimea capului și a corpului de 42–50 cm, iar a cozii de 6–13,5 cm. Cântărește 1,8–2,95 kg. Coada sa este roșcată-negricioasă cu fire negre mai ales în zona vârfului sau maro-roșie cu vârful negru. Membrele, crupa și porțiunea nucală sunt de o nuanță roșcată. Lungimea urechilor este 8–10 cm.

## Răspândire și habitat
Pronolagus randensis se găsește în Africa de Sud, Angola, Botswana, Mozambique, Namibia și Zimbabwe. Printre tipurile de habitat în care viețuiește se numără dealuri stâncoase și inselberguri stâncoase, văi, faleze și defileuri. Pronolagus saundersiae este prezentă la altitudini mai mari în zone cu crăpături și bolovani mai puțini și precipitații mai intense acolo unde arealul său se suprapune cu cel al speciei Pronolagus randensis.

## Comportament și ecologie
Deși se poate întâmpla ca Pronolagus randensis să stea după amiaza la soare sau să se hrănească, este în principal nocturnă. Ziua se odihnește sub bolovani, în crăpături dintre roci sau în vegetație deasă situată în apropierea rocilor. Este erbivoră. În Zimbabwe este posibil să se înmulțească pe durata întregului an. Un rând de pui constă în 1–2 pui.

## Stare de conservare
Înăuntrul arealului său, Pronolagus saundersiae este comună și răspândită la nivel larg. Populația a fost estimată la peste 10.000 de iepuri maturi în sălbăticie și aceasta experimentează un declin, dar acesta nu este sever. Acești iepuri sunt vânați de către oameni, pentru carne cât și ca activitate sportivă. Pășunatul excesiv cauzează scăderea calității habitatului său, iar extinderea agriculturii provoacă pierderea zonelor de unde își poate procura hrană. Arealul său cuprinde parcuri provinciale, parcuri naționale și rezervații naturale în Africa de Sud și este de asemenea protejată de agenții de conservare a naturii provinciale drept specie vânată ca activitate sportivă în timpul sezonului. Uniunea Internațională pentru Conservarea Naturii a clasificat această specie ca fiind neamenințată cu dispariția.